# Thorigny-sur-Oreuse
Thorigny-sur-Oreuse – miejscowość i gmina we Francji, w regionie Burgundia-Franche-Comté, w departamencie Yonne.
Według danych na rok 1990 gminę zamieszkiwało 1135 osób, a gęstość zaludnienia wynosiła 23 osoby/km² (wśród 2044 gmin Burgundii Thorigny-sur-Oreuse plasuje się na 203. miejscu pod względem liczby ludności, natomiast pod względem powierzchni na miejscu 31.).